# Adapantus angulatus
Adapantus angulatus är en insektsart som beskrevs av Naskrecki 2008. Adapantus angulatus ingår i släktet Adapantus och familjen vårtbitare. Inga underarter finns listade i Catalogue of Life.